# The Empire
The Empire jedanaesti je studijski album poljskog death/thrash metal-sastava Vader. Diskografska kuća Nuclear Blast Records objavila ga je 4. studenoga 2016.

## Popis pjesama
Tekstovi i glazba: Piotr "Peter" Wiwczarek, osim gdje je navedeno drugačije. 
| 1.    | »Angels of Steel«          |                            |               | 2:16 |
| 2.    | »Tempest«                  | Peter, Harald "Harry" Maat | Peter, Spider | 2:41 |
| 3.    | »Prayer to the God of War« |                            |               | 2:47 |
| 4.    | »Iron Reign«               |                            |               | 4:37 |
| 5.    | »No Gravity«               |                            |               | 4:06 |
| 6.    | »Genocidius«               |                            |               | 3:00 |
| 7.    | »The Army-Geddon«          |                            | Peter, Spider | 4:10 |
| 8.    | »Feel My Pain«             |                            |               | 3:23 |
| 9.    | »Parabellum«               |                            |               | 2:28 |
| 10.   | »Send Me Back to Hell«     |                            |               | 3:32 |
| 33:00 |                            |                            |               |      |

## Zasluge
Vader
- Peter – vokal, gitara
- Spider – gitara
- Hal – bas-gitara, umjetnički smjer
- James – bubnjevi

Ostalo osoblje
- Natts Shoother – fotografije
- Joe Petagno – naslovnica albuma
- Wojtek Wiesławski – produkcija
- Sławek Wiesławski – produkcija